# Listă de conducători de stat din 706
702 - 703 - 704 - 705 - 706 - 707 - 708 - 709 - 710
Aceasta este o listă a conducătorilor de stat din anul 706:

## Europa
- Anglia, statul anglo-saxon Northumbria: Osred I (rege, 705-716)
- Anglia, statul anglo-saxon East Anglia: Aldwulf (rege, 664-713?)
- Anglia, statul anglo-saxon Essex: Offa (rege, cca. 700-708/709)
- Anglia, statul anglo-saxon Kent: Wihtred (rege, 694-725)
- Anglia, statul anglo-saxon Mercia: Cenred (rege, 704-709)
- Anglia, statul anglo-saxon Sussex: Nunna (Nothelm) și Watt (regi, după 692-725)
- Anglia, statul anglo-saxon Wessex: Ine (rege, 688-726)
- Bavaria: Theodo I (duce din dinastia Agilolfingilor, c. 680-716) și Theodebert (duce din dinastia Agilolfingilor, c. 702-719)
- Benevento: Gisulf I (duce, 680-706) și Romuald al II-lea (duce, 706-732)
- Bizanț: Justinian al II-lea Rhinotmetos (împărat din dinastia Heraclizilor, 685-695, 705-711)
- Bulgaria: Tervel (han, 700-721)
- Francii din Neustria și Burgundia: Childebert al III-lea (rege din dinastia Merovingiană, 694/695-711)
- Friuli: Corvulus (duce, 705-706) și Pemmo (duce, 706-739)
- Gruzia, statul Khartlia (Iberia): Guaram al III-lea (suveran, 693-cca. 748)
- Longobarzii: Aripert al II-lea (rege din dinastia bavareză a Agilolfingilor, 702-712)
- Neapole: Theodosie (duce bizantin, 695/696-705/706) și Caesarius al II-lea (duce bizantin, 705/706-710/711)
- Ravenna: Teofilact (exarh, 702-710)
- Scoția, statul picților: Nechtan al IV-lea (rege, 706-724, 728-729)
- Scoția, statul celt Dalriada: Eogan (Ewen) (rege, 698-711/714) și Selbach (rege, 700-723)
- Spoleto: Faroald al II-lea (duce, 703-724)
- Statul papal: Ioan al VII-lea (papă, 705-707)
- Veneția: Paulicius (patriciu, 697-717)
- Vizigoții: Witiza (Vitizia) (rege, 702-710)

## Asia

### Orientul Apropiat
- Bizanț: Justinian al II-lea Rhinotmetos (împărat din dinastia Heraclizilor, 685-695, 705-711)
- Califatul omeiad: al-Ualid I ibn Abd al-Malik (calif din dinastia Maruanizilor, 705-715)

### Orientul Îndepărtat
- Cambodgia, statul Tjampa: Vikrantavarman al II-lea (rege din a patra dinastie, 686?-731?)
- Cambodgia, statul Chenla: Jayadevi (regină, cca. 681-cca. 713)
- China: Zhonzong (împărat din dinastia Tang, 684, 705-710)
- Coreea, statul Silla: Songdok (Hunggwang) (rege din dinastia Kim, 702-737)
- India, statul Chalukya: Vijayaditya (rege, 696-733/734)
- India, statul Chalukya răsăriteană: Jayasimha al II-lea (rege, 696-709)
- India, statul Pallava: Narasimhavarman al II-lea (rege din a doua dinastie, 680-720)
- Kashmir: Lalitaditya I (Muktapida) (rege, 695-732)
- Japonia: Monmu (împărat, 697-707)
- Nepal: Bhimarjanadeva (rege din dinastia Thakuri, 672-711)
- Sri Lanka: Aggabodhi al V-lea (rege din dinastia Silakala, 703-709)
- Tibet: Mes-ag-ts'oms (chos-rgyal, 704-754/755)